# اسمیت‌فیلد، لندن
اسمیت‌فیلد (به انگلیسی: Smithfield) یک ناحیه در لندن مرکزی در بریتانیا است که در لندن بزرگ واقع شده‌است. خیابانِ اصلی این ناحیه «وست اسمیت‌فیلد» نام دارد.
قدمت بازار گوشت این محله به قرن ۱۰ میلادی بازمی‌گردد و تنها بازار عمده‌فروشی لندن است که از قرون وسطی تا کنون پابرجاست.
در طول قرن‌های پیشین، این محله شاهدِ اعدامِ بسیاری از متمردان سیاسی و مذهبی و همچنین چهره‌های تاریخی بوده‌است که از آن میان می‌توان به شوالیهٔ اسکاتلندی ویلیام والاس و وات تایلر که رهبر شورش دهقانان بود، اشاره کرد.